# 愛しつづけるボレロ
「愛しつづけるボレロ」（あいしつづけるボレロ）は、1982年3月に五木ひろしが発売したシングルである。

## 収録曲
1. 愛しつづけるボレロ（4分35秒）
作詞：阿久悠／作曲：筒美京平／編曲：船山基紀
2. 明日に向かって（5分00秒）
作詞：喜多條忠／作曲：五木ひろし・服部克久
編曲：服部克久